# Václav Blažek (politik)
Václav Blažek (* 20. září 1937) byl český a československý politik Komunistické strany Československa a poslanec Sněmovny národů Federálního shromáždění za normalizace.

## Biografie
K roku 1971 se profesně uvádí jako brusič nástrojů, k roku 1976 coby předseda organizace ROH na stavbě.
Ve volbách roku 1971 zasedl do české části Sněmovny národů (volební obvod č. 67 - Nový Jičín, Severomoravský kraj). Mandát obhájil ve volbách roku 1976 (obvod Nový Jičín) a volbách roku 1981 (obvod Nový Jičín). Ve FS setrval do konce funkčního období, tedy do voleb roku 1986.